# Bir Dheb
Bir Dheb est une commune de la wilaya de Tébessa en Algérie.